# Atarba (Ischnothrix) digitifera
Atarba (Ischnothrix) digitifera is een tweevleugelige uit de familie steltmuggen (Limoniidae). De soort komt voor in het Neotropisch gebied.